# 사회적 전염

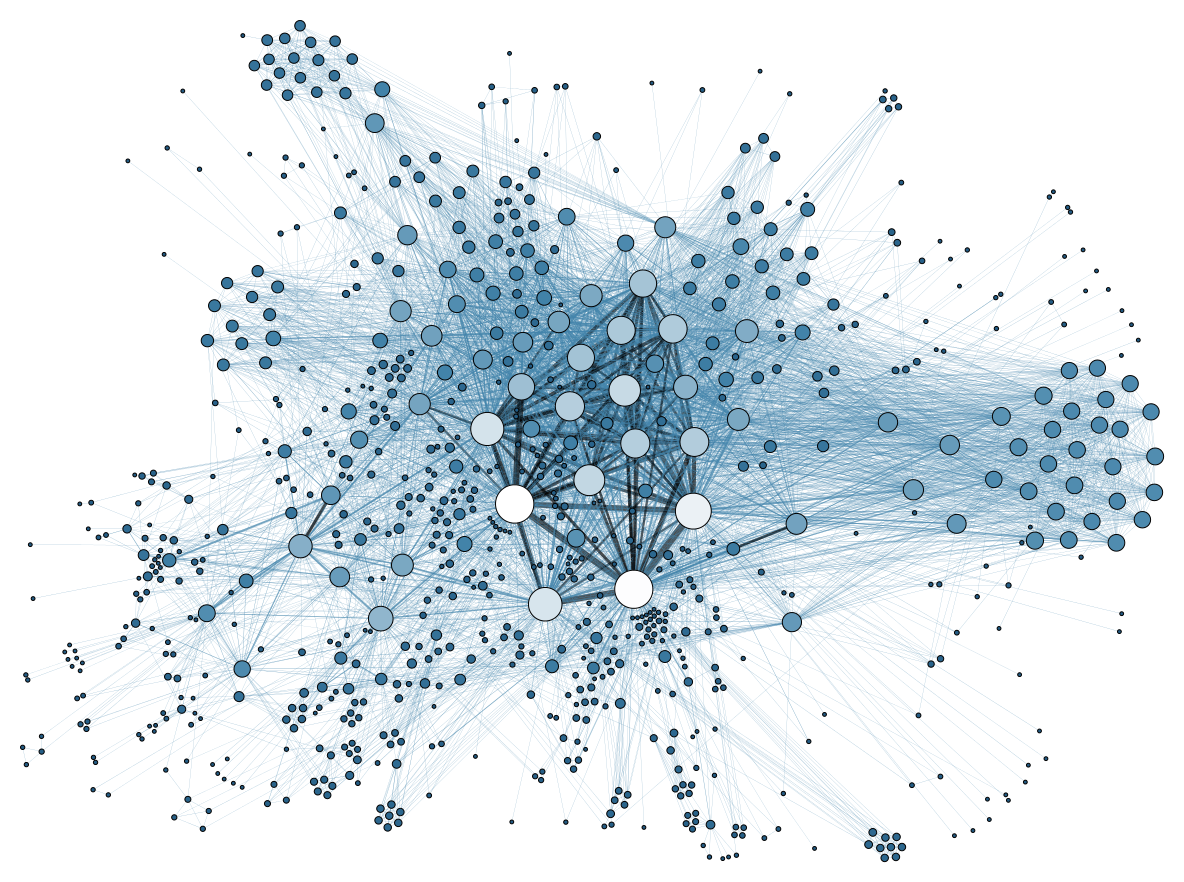
사회 연결망 분석(SNA)의 시각화. 21세기에는 사회적 전염에 대한 연구의 상당 부분이 온라인 네트워크와 온라인 커뮤니티를 포함한다.

사회적 전염(Social contagion)은 행동, 감정 또는 조건이 집단이나 사회 연결망를 통해 자발적으로 퍼지는 것을 의미한다. 이 현상은 19세기 후반부터 사회 과학자들에 의해 논의되어 왔지만, 이 주제에 대한 많은 연구는 사회적 전염이 무엇인지에 대한 불분명하거나 심지어 모순적인 개념에 기반을 두고 있었기 때문에 정확한 정의는 다양하다. 일부 학자들은 아이디어가 인구 전체에 계획되지 않게 퍼지는 것을 사회적 전염에 포함시키지만, 다른 학자들은 이를 밈학으로 분류하는 것을 선호한다. 일반적으로 사회적 전염은 사회 영향을 행사하려는 직접적인 시도로 인해 발생하는 집단행동과는 별개로 이해된다.
사회적 전염은 크게 행동 전염과 감정 전염의 두 가지로 나뉜다. 사회적 전염에 대한 연구는 21세기에 활발해졌다. 최근 많은 연구는 사회심리학, 사회학, 네트워크 과학 분야의 학자들이 온라인 사회 네트워크를 조사하는 것을 포함한다. 20세기 연구는 일반적으로 폭력적인 폭도 행동과 같은 부정적인 영향에 초점을 맞춘 반면, 21세기 연구는 때때로 해로운 영향을 살펴보기도 하지만, 이웃의 충분한 수가 기후 변화에 대한 행동을 취하는 경향과 같이 비교적 중립적이거나 긍정적인 영향에 초점을 맞추는 경우가 많았다.

## 역사

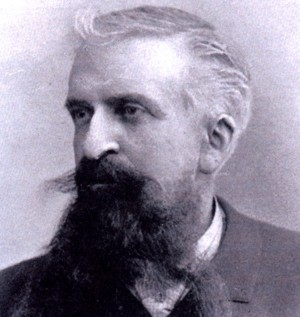
1895년 처음 행동 전염을 논의한 귀스타브 르 봉

감염 개념을 모방(미메시스)과 연결하는 비유적 용법은 적어도 플라톤까지 거슬러 올라가며, 중세와 근세 문학에서도 계속되었다. "행동 전염"이라는 용어는 1895년 귀스타브 르 봉이 자신의 책 《군중 심리》에서 처음으로 현대 학계에 도입했다. 이 주제에 대한 추가 학술 저작은 처음에는 1950년대까지 10년당 한두 편씩 천천히 발표되었다. 허버트 블루머는 1939년 집단행동에 관한 논문에서 "사회적 전염"이라는 용어를 처음으로 구체적으로 사용했으며, 이 논문에서 그는 중세의 무도광을 주요 예시로 들었다.
1950년대부터 사회적 전염에 대한 연구는 현상을 경험적으로 조사하기 시작했고, 더욱 빈번해졌다. 20세기에는 사회적 전염에 대한 널리 공유된 정의가 없었기 때문에 많은 연구들이 공통점이 거의 없었다. 1993년 데이비드 A. 레비와 폴 R. 네일은 사회적 전염이 행동적 또는 감정적 전염과 같은 하위 유형과는 달리 현상의 가장 넓은 의미를 포착한다고 언급하는 리뷰를 발표했다.
1998년 리뷰에서 폴 마스덴은 사회적 전염이 리처드 도킨스의 1976년 저서 《이기적 유전자》에서 영감을 받은 연구 분야인 밈학과 유사한 현상이라고 제안했다. 마스덴은 두 분야가 상호 보완적일 수 있다고 제안했다. 즉, 사회적 전염에 대한 연구는 일관된 이론이 부족했지만 증거 기반 분석이 많았다. 반면 밈학은 이론은 풍부했지만 경험적 측면이 부족했다.
1990년대부터 21세기까지 사회적 전염에 대한 관심은 당시 새롭게 부상하던 네트워크 과학 분야, 특히 인터넷에 대한 적용과의 상호 교류에 부분적으로 기반하여 빠르게 성장했다. 긍정적인 사회적 전염과 관련하여, 2009년부터 니콜라스 크리스타키스와 다양한 협력자들이 수행한 일련의 실험 및 현장 시험은 온두라스 마을과 같이 다양한 환경에서 사회 집단 내에서 바람직한 행동의 연쇄를 유도할 수 있음을 보여주었다. 인도 빈민가, 온라인, 또는 실험실에서 나타났다. 다양한 다른 실험들은 투표 행동, 감정, 위험 인식, 그리고 다양한 다른 현상들의 사회적 전염을 기록했다.

## 정의
학자들은 오랫동안 사회적 전염에 대한 연구가 널리 받아들여지고 정밀한 정의가 부족하다는 점 때문에 어려움을 겪었다고 보고했다. 정의들은 종종, 항상 그런 것은 아니지만, 사회적 전염을 직접적인 영향을 미치려는 의도에 의존하지 않는 전파 방법으로 분류했다. 다른 정의들은 사회적 전염이 의식적인 결정에 기반하기보다는 다른 사람들의 자발적인 모방을 포함한다고 제안했다. 1993년 그들의 리뷰에서 레비와 네일은 사회적 전염을 "수신자가 발신자의 의도적인 영향 시도를 인지하지 못하는" 정서, 태도 또는 행동의 확산으로 정의해야 한다고 제안했다.

## 유형론

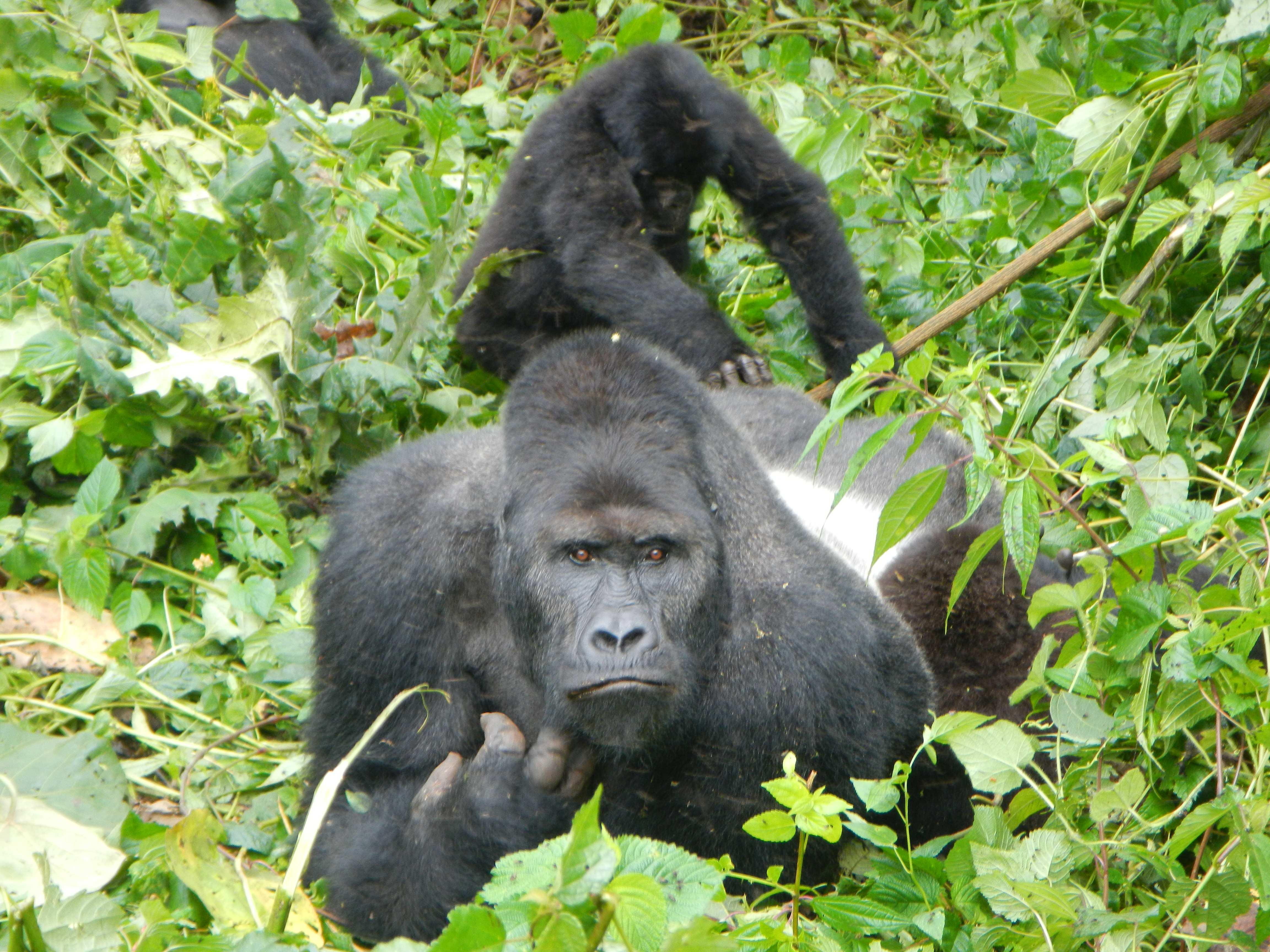
사회적 전염의 형태는 고릴라와 같은 다른 사회적 종에서도 연구되었다.

사회적 전염에 대한 다양한 유형론이 제안되었다.

### 전파되는 내용에 따른 분류
사회적 전염은 크게 행동 전염과 감정 전염으로 나눌 수 있다. 아이디어의 전파는 때때로 세 번째 큰 범주로 간주되지만, 이는 종종 밈학의 일부로 여겨진다. 폴 마스덴은 행동 전염을 여섯 가지 하위 범주로 나눌 수 있다고 말했다: 히스테리성 전염, 의도적인 자해 전염, 공격성 전염, 규칙 위반 전염, 소비자 행동 전염, 재정 전염 등이 있다.

### 인과 경로에 따른 분류
사회적 전염의 세 가지 주요 원인이 제안되었다: 탈억제 전염, 반향 전염, 히스테리성 전염이다. 탈억제 전염은 개인이 이미 참여하고 싶은 욕구가 있지만 일반적으로 사회 규범을 준수하려는 욕구 때문에 자제하는 유형의 행동을 포함한다. 군중 속에서 다른 사람들이 그 행동을 하는 것을 목격하면 이러한 억제 효과가 깨질 수 있다.
반향 전염은 행동의 자발적인 모방, 또는 다른 사람들이 공유하는 감정 상태에 대한 순응으로의 전환을 나타낸다. 히스테리성 전염은 알려지지 않은 수단에 의해 집단 내에서 행동, 감정 또는 정서의 원치 않는 전파를 나타낸다. 반향 또는 탈억제 전염과는 달리, 전파되는 것이 전혀 바람직하거나 매력적이지 않을 수도 있지만, 어쨌든 전파된다.

### 노출의 기수성에 따른 분류
사회적 전염은 행동이나 감정의 전파가 발생하기 전에 개인이 얼마나 많은 노출을 필요로 하는지에 따라 임계값 모델로 검토할 수 있다. 일부 모델은 개인이 새로운 행동을 채택하기 위해 주어진 임계값 이상의 사회적 접촉의 일부에 의해 설득되어야 한다고 가정한다. 따라서 노출 횟수는 소스 노출 수가 특정 임계값을 넘지 않으면 전염 가능성을 증가시키지 않는다. 임계값은 전염 과정을 단순 전염과 복합 전염의 두 가지 유형으로 나눌 수 있다.
단순 전염에서는 개인이 새로운 행동에 한 번만 노출되면 된다. 예를 들어, 각 클러스터의 자동차가 뒤따르는 자동차보다 느린 속도로 이동하기 때문에 자동차는 2차선 고속도로에서 그룹으로 이동한다. 이 상대 속도는 앞차의 속도에 맞춰 속도를 늦추는 다른 자동차를 통해 퍼진다.
복합 전염에서는 개인이 새로운 행동을 보이는 두 개 이상의 출처와 접촉해야 한다. 이는 행동을 복사할 때 여러 출처로부터의 강화나 격려가 필요할 때이다. 여러 출처, 특히 친한 친구들은 집단적인 노력을 통해 모방을 정당하고 신뢰할 수 있으며 가치 있게 만들 수 있다. 복합 전염의 예로는 뉴욕 대학교 경영대학원의 캘리포니아 연구가 있는데, 이 연구에서는 가구들이 이미 태양광 패널을 설치한 이웃에서 태양광 패널을 설치할 가능성이 더 높고, 설치율이 점점 더 많은 설치로 증가하여 태양광 채택의 상당한 증가로 이어지는 연쇄 반응을 일으킨다는 것을 발견했다. 다른 예로는 위험한 행동을 모방하거나 사회 운동 및 폭동에 참여하는 것이 있다.

## 긍정적 전염
사회적 전염에 대한 초기 연구의 대부분은 전염병 은유에 따라 해로운 영향만을 살펴보았다. 20세기 말, 특히 21세기에는 학자들이 중립적이고 긍정적인 전염을 살펴보기 시작했다. 예를 들어, 사회 네트워크를 통해 행복이 파급되는 현상은 발원자로부터 3단계 분리까지 이어졌다. 행복의 전염 효과는 물리적 근접성에도 강하게 영향을 받는다. 프래밍햄 심장 연구에 기반한 연구에 따르면, 1마일 이내에 행복한 친구가 사는 경우 행복할 가능성이 25% 더 높고, 바로 옆집에 행복한 이웃이 사는 경우 행복할 가능성이 34% 더 높다.
긍정적인 행동을 장려하는 방법으로서 사회적 전염을 이해하기 위한 연구가 수행되었는데, 이는 넛지 이론의 가능한 보완책으로도 여겨졌다. 이는 범죄자와 약물 중독자의 재활을 돕는 방법이자 기후 친화적인 행동의 채택을 장려할 수 있는 방법으로 제안되었다. 예를 들어, 이웃의 일부가 이미 태양광 패널을 설치한 후 개인 주택에 태양광 패널을 설치하는 경향이 증가하는 것과 같은 것이다.

## 정신 건강
과학 공동체 내에서 불안 및 우울증과 같은 정신 질환의 사회적 전염의 영향은 논쟁의 대상이다.

## 비판
사회적 전염 분야는 명확하고 널리 받아들여지는 정의가 부족하다는 점(비록 어떤 연구 분야도 정의의 다양성을 특징으로 하지만), 그리고 때때로 전염과 지시 및 준수와 같은 다른 형태의 사회적 영향, 또는 그 외에 모호한 개념인 동종애와 구별되지 않는 작업을 포함한다는 비판을 반복적으로 받아왔다. 그러나 대규모 실험과 현장 시험은 이러한 우려를 피하고 사회적 전염을 입증할 수 있다.
사회 연결망 분석 및 관련 네트워크 과학 분야에서 전염 은유는 여러 면에서 오해의 소지가 있는 것으로 묘사되었다. 예를 들어, 실제 바이러스는 한 번의 노출로 사람에게 영향을 미칠 수 있지만, 사회적 전염의 경우 사람들은 새로운 행동이나 감정을 채택하기 전에 일반적으로 여러 번 노출되어야 한다. 이것은 네트워크 과학의 복합 전염 개념과 관련이 있다. 일부 학자(예: 랄프 H. 터너)는 특정 유형의 집단행동이 사회적 전염보다는 신규 규범 이론 또는 수렴 이론으로 더 잘 이해된다고 제안했다.

## 같이 보기
- 복합 전염
- 카피캣 범죄
- 베르테르 효과
- 동조
- 문화 동화
- 유행
- 재정 전염
- 비합리적 과열
- 시장 추세
- 집단 심인성 질환
- 도덕적 공황
- 또래 전염
- 사회 증명

## 설명 각주
1. ↑  일부 정의는 전염이 모방과는 다르다고 명시했지만, Levy와 Nail(1993)을 참조하라.

## 추가 자료
- 리 다니엘 크라베츠 (2017). 《기묘한 전염: 감염성 행동과 바이러스성 감정의 놀라운 과학과 그것이 우리 자신에 대해 말해주는 것》. 하퍼 웨이브. ISBN 978-0062448934.